# ابراهیم‌آباد (فامنین)
ابراهیم‌آباد روستایی در دهستان خرم‌دشت بخش مرکزی شهرستان فامنین استان همدان ایران است.

## جمعیت
بر پایه سرشماری عمومی نفوس و مسکن در سال ۱۳۹۵ جمعیت این روستا ۲۵۸ نفر (۸۰خانوار) بوده‌است.